# Adolph Schütte von Warensberg (Feldmarschallleutnant, 1777)

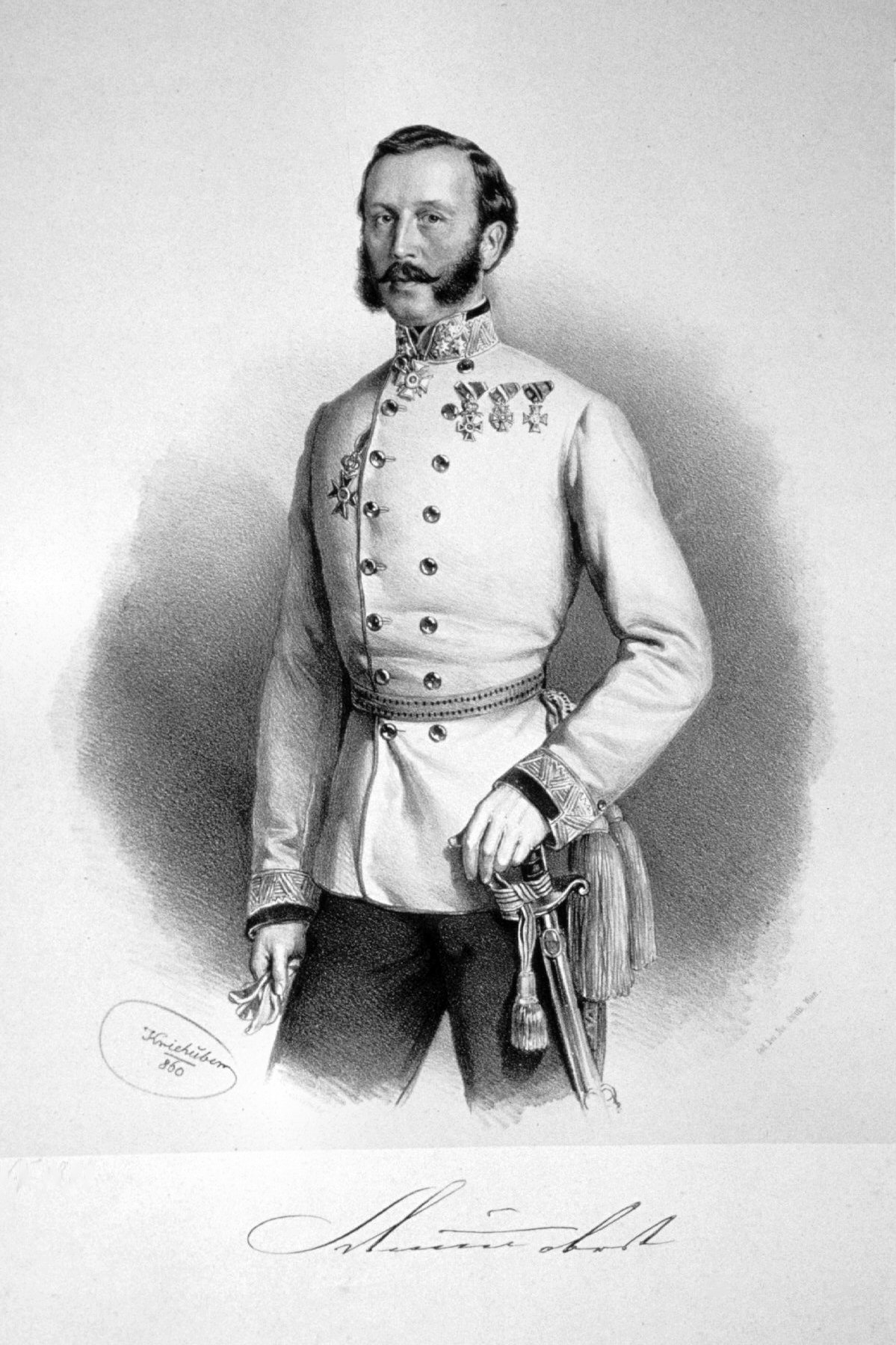
Adolf Schütte

Adolph Schütte von Warensberg, auch Adolf Schütte von Warensberg, (getauft 24. November 1777 in Münster, Westfalen, Heiliges Römisches Reich; † 22. April 1859 in Wien, Kaisertum Österreich) war ein österreichischer Feldmarschallleutnant und Festungskommandant von Temeswar.

## Leben
Adolph Schütte trat am 20. Dezember 1799 als Kadett in österreichische Kriegsdienste, ins K.u.k. Infanterieregiment „Kaiser“ Nr. 1, wurde am 1. September 1800 Fähnrich, in den darauffolgenden Jahren, während welchen er bei der Konskription und als Bataillons-Adjutant tätig war, Unter- und Oberleutnant und im Jahr 1813 Hauptmann. 1837 war er Major beim Infanterie-Regiment Nr. 12, damals Graf Rothkirch, im Mai 1839 Oberstleutnant im 21. Regiment (Freiherr von Paumgarten) und am 1. November 1840 Oberst und Kommandant des Infanterie-Regiments Graf Mazuchelli Nr. 10. Zu Beginn des Jahres 1848 wurde Schütte Generalmajor in Böhmen und Ende desselben Jahres Feldmarschallleutnant. 1849 wurde er Festungskommandant zu Temeswar, 1850 Stadt- und Festungskommandant zu Prag, später zu Königgrätz und abermals zu Prag. 1856 trat er in den Ruhestand. Die Zeit seines Ruhestandes verlebte er in Wien.

## Schlachten
In den verschiedenen Schlachten und Gefechten der Feldzüge 1800, 1805 und 1809 gegen Frankreich war Schütte als Hauptmann im Einsatz. In dieser Eigenschaft machte er auch die Expedition im Jahre 1821 gegen Neapel mit und garnisonierte während der Okkupation dieses Königreiches in der Hauptstadt Siziliens Palermo. Als am 12. Juni 1848 in Prag die Revolution ausbrach und Barrikaden errichtet wurden, leitete General Schütte den Angriff auf dieselben. Mit einem Grenadier-Bataillon, zwei Bataillons des polnischen Infanterie-Regiments Graf Hohenegg und einer halben Eskadron Ulanen nahm er acht Barrikaden, die von mehreren Seitenbarrikaden flankiert waren, ein. Auf diese Art gelang es ihm, den Laurenziberg zu besetzen und die Hauptstadt Böhmens militärisch zu beherrschen.

## Auszeichnungen
- Kommandeurkreuz des österreichischen Leopold-Ordens, November 1848[3]
- Freiherrenstand des österreichischen Kaiserstaates, 1. Dezember 1848
- Erbländischer Adelstand mit dem Prädikat „Edler von Warensberg“ wegen „seiner damals mehr als vierzigjährigen ausgezeichneten Dienstleistung vor dem Feinde und im Frieden“, 5. August 1841
- Militär-Verdienstkreuz für seine Leistungen im ungarischen Feldzug
- kaiserlich-russischer St. Annen-Orden erste Klasse